# Класон, Сёрен
Уве Сёрен Класон (швед. Ove Sören Claeson; род. 9 февраля 1959, Лидчёпинг, Скараборг) — шведский борец греко-римского и вольного стилей, призёр Олимпийских игр, четырёхкратный (1981, 1982, 1983, 1985) чемпион Швеции по греко-римской борьбе и пятикратный (1977, 1978, 1979, 1981, 1984) чемпион Швеции по вольной борьбе.

## Биография
Родился в Стура-Левене, но в очень раннем возрасте переехал с семьёй в Линчёпинг  Начал заниматься борьбой в возрасте шести лет. 
Несмотря на то, что на внутренних соревнованиях Класон выступал как в вольной, так и в греко-римской борьбе, на международной арене в основном выступал только по греко-римской борьбе. 
В 1976 и 1977 годах стал чемпионом Северных стран среди юниоров. В 1977 году в первый раз стал чемпионом Швеции по вольной борьбе. В 1978 году на чемпионате Европы в возрастной категории Espoir стал четвёртым, на взрослом Гран-при Германии был седьмым, и снова стал чемпионом Северных стран среди юниоров. В 1979 году стал чемпионом Северных стран среди взрослых, но по вольной борьбе, а также в четвёртый раз стал чемпионом Северных стран среди юниоров по греко-римской борьбе. На чемпионате мира среди юниоров 1979 года завоевал бронзовую медаль. В 1980 году в пятый раз стал чемпионом Северных стран, на чемпионате Европы 1980 года по вольной борьбе был шестым. 
На Летних Олимпийских играх 1980 года в Москве боролся по вольной борьбе в среднем весе (до 82 килограммов). Регламент турнира был с начислением штрафных баллов; за чистую победу штрафные баллы не начислялись, за победу с явным преимуществом начислялось 0,5 штрафных балла, за победу по очкам 1 балл, за поражение с явным преимуществом соперника 3,5 балла и за чистое поражение 4 балла. Как и прежде, борец, набравший 6 штрафных баллов, из турнира выбывал. Титул оспаривали 14 борцов.
Сёрен Класон проиграл первые две встречи и из турнира выбыл. 
| Выступление на Олимпийских играх 1980 года | Выступление на Олимпийских играх 1980 года | Выступление на Олимпийских играх 1980 года | Выступление на Олимпийских играх 1980 года | Выступление на Олимпийских играх 1980 года | Выступление на Олимпийских играх 1980 года | Выступление на Олимпийских играх 1980 года | Выступление на Олимпийских играх 1980 года |
| Круг                                       | Соперник                                   | Страна                                     | Результат                                  | Счёт                                       | Баллы                                      | Всего баллов                               | Время схватки                              |
| ------------------------------------------ | ------------------------------------------ | ------------------------------------------ | ------------------------------------------ | ------------------------------------------ | ------------------------------------------ | ------------------------------------------ | ------------------------------------------ |
| 1                                          | Исмаил Абилов                              | Болгария                                   | Поражение                                  | Туше                                       | -4                                         | -4                                         | 4:01                                       |
| 2                                          | Хенрик Мазур                               | Польша                                     | Поражение                                  | 11-5                                       | -4                                         | -7                                         | 9:00                                       |

В 1981 и 1982 годах оставался третьим на чемпионате Северных стран по греко-римской борьбе. В 1981 году в первый раз стал чемпионом Швеции по греко-римской борьбе (и в четвёртый по вольной). В 1983 году был четвёртым на чемпионате Европы, в 1984 году — шестым.
На Летних Олимпийских играх 1984 года в Лос-Анджелесе боролся по греко-римской борьбе в среднем весе (до 82 килограммов). Регламент турнира оставался прежним, с начислением штрафных баллов. Участники турнира, числом в 12 человек в категории, были разделены на две группы. За победу в схватках присуждались баллы, от 4 баллов за чистую победу и 0 баллов за чистое поражение. Когда в каждой группе определялись три борца с наибольшими баллами (борьба проходила по системе с выбыванием после двух поражений), они разыгрывали между собой места в группе. Затем победители групп встречались в схватке за первое-второе места, занявшие второе место — за третье-четвёртое места, занявшие третье место — за пятое-шестое места.
Сёрен Класон с трудом, но добрался до финала в группе, где проиграл многоопытному Йону Драйке. В схватке за третьем место шведский борец одолел чемпиона олимпийских игр 1976 года Момира Петковича и завоевал бронзовую медаль олимпийских игр. 
| Выступление на Олимпийских играх 1984 года | Выступление на Олимпийских играх 1984 года | Выступление на Олимпийских играх 1984 года | Выступление на Олимпийских играх 1984 года | Выступление на Олимпийских играх 1984 года | Выступление на Олимпийских играх 1984 года | Выступление на Олимпийских играх 1984 года | Выступление на Олимпийских играх 1984 года |
| Круг                                       | Соперник                                   | Страна                                     | Результат                                  | Счёт                                       | Баллы                                      | Всего баллов                               | Время схватки                              |
| ------------------------------------------ | ------------------------------------------ | ------------------------------------------ | ------------------------------------------ | ------------------------------------------ | ------------------------------------------ | ------------------------------------------ | ------------------------------------------ |
| 1                                          | Дэн Чэндлер                                | Соединённые Штаты Америки                  | Победа                                     | 4-0                                        | 3                                          | 3                                          | 6:00                                       |
| 2                                          | Клаус Мюсен                                | Норвегия                                   | Победа                                     | 0-0 (по доп. критериям)                    | 3                                          | 6                                          | 6:00                                       |
| 3                                          | Мохамед Эль Ашрам                          | Египет                                     | Победа                                     | 3-0                                        | 3                                          | 9                                          | 6:00                                       |
| 3                                          | Луи Шантерре                               | Канада                                     | Победа                                     | 11-4                                       | 3                                          | 12                                         | 6:00                                       |
| Финал группы «А»                           | Йон Драйка                                 | Румыния                                    | Поражение                                  | 0-10                                       | 0                                          | 0                                          | 6:00                                       |
| За третье место                            | Момир Петкович                             | Югославия                                  | Победа                                     | 5-2                                        |                                            |                                            | 6:00                                       |

В 1985 году был четвёртым на чемпионате мира.
На Летних Олимпийских играх 1988 года в Сеуле боролся по греко-римской борьбе в категории до 100 килограммов (тяжёлый вес). Участники турнира, числом в 18 человек в категории, были разделены на две группы. За победу в схватках присуждались баллы, от 4 баллов за чистую победу и 0 баллов за чистое поражение. В каждой группе определялись четыре борца с наибольшими баллами (борьба проходила по системе с выбыванием после двух поражений), они разыгрывали между собой места с первое по восьмое. Победители групп встречались в схватке за первое-второе места, занявшие второе место — за третье-четвёртое места и так далее.
Сёрен Класон проиграв две из трёх встреч, из соревнований выбыл. Борец это объяснял в том числе и малым весом для тяжёлой категории — всего 91 килограмм.
| Выступление на Олимпийских играх 1988 года | Выступление на Олимпийских играх 1988 года | Выступление на Олимпийских играх 1988 года   | Выступление на Олимпийских играх 1988 года | Выступление на Олимпийских играх 1988 года | Выступление на Олимпийских играх 1988 года | Выступление на Олимпийских играх 1988 года | Выступление на Олимпийских играх 1988 года |
| Круг                                       | Соперник                                   | Страна                                       | Результат                                  | Счёт                                       | Баллы                                      | Всего баллов                               | Время схватки                              |
| ------------------------------------------ | ------------------------------------------ | -------------------------------------------- | ------------------------------------------ | ------------------------------------------ | ------------------------------------------ | ------------------------------------------ | ------------------------------------------ |
| 1                                          | Герхард Химмель                            | Федеративная Республика Германии (1949—1990) | Поражение                                  | Дисквалификация (пассивность)              | 0                                          | 0                                          | 5:07                                       |
| 2                                          | Умар Самба Си                              | Мавритания                                   | Победа                                     | Туше                                       | 4                                          | 4                                          | 1:27                                       |
| 3                                          | Илия Георгиев                              | Болгария                                     | Поражение                                  | 2-14 За явным преимуществом                | 0,5                                        | 4,5                                        | 6:00                                       |

В 1989 году оставил спортивную карьеру. Сначала помогал отцу в его кондитерской, затем стал учителем физкультуры. 
Живёт в Линдчёпинге. Женат, отец двух взрослых детей.  